# Szlovákiai éhséglázadás
A szlovákiai éhséglázadás 2004-ben zajlott Kelet-Szlovákiában, ahol nagy, összefüggő cigánytelepeken cigányok tömegei élnek ma is embertelen körülmények között. Az akkori szlovák kormány drasztikusan csökkentette a nekik utalt juttatásokat, ami nehéz helyzetbe hozott több tízezer embert: sokaknak ugyanis ez volt a kizárólagos megélhetésük. A reakciók zavargások, tüntetések és fosztogatások voltak. Egyes híradások polgárháborús helyzetről számoltak be, vagy maguk a cigányok fenyegetőztek fegyveres harccal. Az eseményekről 26 perces dokumentumfilmet is készített a Roma Magazin két munkatársa, Kovács János és Joka Daróczi János Éhséglázadás Szlovákiában címmel.

## Előzmények
Szlovákiában, akárcsak Magyarországon a cigányok helyzete mindennapos és égető probléma. Az ország lakosságából körülbelül félmillió a cigányok száma, tömegek munkanélküliek és a nyomor gyakran eredményez bűnözést, illetve etnikai feszültségeket ma is.
2000-ben nagy felzúdulást keltett az a hír, miszerint Sároseperjesen több nőt is sterilizáltak a szülések során, így meggátolták a további teherbeesés lehetőségét. Egy asszonnyal papírt is irattak alá, amely szerint ő kérte ezt a beavatkozást, noha az illető hölgy nem is tudta a sterilizáció pontos értelmét. A strasbourgi emberjogi bíróság 2011-ben elmarasztalta Szlovákiát ebben az ügyben, mert sérült az illető (illetők) joga a családhoz és magánélethez. Az eset kapcsán egyesek tudatos, állami szintű intézkedésről beszéltek és a szlovák kormányt rasszistának titulálták. Ugyan a vádak alaptalannak bizonyultak, viszont néhány szlovák politikus valóban vall cigányellenes nézeteket. Többek között Ján Slota, aki a 2004-es szlovákiai zavargásokban is cigányok elleni radikális fellépésre szólította fel a szlovák kormányt és a szlovák népet.
A nyomor mélyülése cigány kivándorlást eredményezett Nyugatra, amelyre a nyugati országok a Szlovákiával szembeni vízumkényszer bevezetésével válaszoltak. Eközben a szlovák kormány nem tudott sokat tenni az életszínvonal csökkenése ellen, emiatt már a '90-es évek végén nyilvánvaló vált, hogy az ellentétek kiéleződésével járhat mindez, amely igen könnyen megtalálja az összhangot az etnikai és nemzetiségi problémákkal.
2003 végén Mikuláš Dzurinda döntött a szociális juttatások, a rokkantsági nyugdíj és az öregségi nyugdíj szigorúbb feltételekhez való kötése mellett, óriási mértékben minimalizálva a szlovák állami kiadásokat. Az intézkedés erősítette a szlovák koronát és számos pozitív jele mutatkozott a gazdaságban. Ivan Mikloš pénzügyminiszter és Dzurinda helyettese 2004 elején radikális adóreformot hirdetett, bevezette a 19%-os adókulcsot és a 19%-os egységes áfát. Hasonló reformokat vezettek be több területen is, illetve a nyugdíjkorhatár is megemelkedett 62 évre.
A reformok ugyanakkor sokkolóan érték a szlovák lakosság egy hányadát, ami elégedetlenséghez vezetett és növekedtek a vagyoni különbségek. A Dzurinda-kormány vezette reformok miatt csökkentek az átlagjövedelmek Kelet-Szlovákiában, ezzel súlyosbodott a létminimum alatt élő cigányok helyzete. A szlovák lakosság 80%-a előrehozott választásokat szeretett volna. Dzurindát a szlovák titkosszolgálati erők már évekkel ezelőtt figyelmeztették, hogy a további tétlenség, vagy egy rosszul végrehajtott reformkísérlet etnikai összecsapásokhoz vezethet az ország keleti és középső részein, ahol számos cigánytelep van.
Dzurinda megszorításai miatt a cigányok között egyre nőtt feszültség, ugyanakkor a szélsőséges cigányellenes kijelentések (így Slota abszurd kirohanásai), valamint a megelőző évek cigányokkal kapcsolatos botrányai, atrocitásai is szították kedélyeket.
Konkrét javaslatok természetesen születtek a probléma mérséklésére, ösztönözni igyekeztek például az embereket a bármi áron való munkavállalásra, öngondoskodásra. Így javasolták azt, hogy a cigányok a tüzelő pótlására apróbb gallyakat és fatöredékeket gyűjthetnének az erdőkben.
Az események kezdetének a tőketerebesi járásbéli Garany községben, 2004. február 6-án történt akciót tekinthetjük, amikor a cigány szülők nem engedték iskolába gyermekeiket. Február 8-án Pálócon néhány százan kezdtek tiltakozni a segélyrendszer reformja ellen. Február 12-én Nagymihályon 300-an tiltakoztak. Mindhárom akció békés volt még ekkor, ám a résztvevők közül többen fenyegetőztek erőszakkal, ha a megszorítások érvénybe lépnek, illetve érvényben maradnak.
Február 11-én viszont Lőcsén 80 cigány megtámadott egy nagyobb élelmiszer-kereskedést. A behatolók csupán élelmet akartak szerezni. A biztonságiakat megfenyegették, ezért a rendőrséget hívták ki. A rendőröknek még eleinte megpróbálták megmagyarázni, hogy szükségük van az ételre, mert éhesek, ugyanakkor fenyegették is a hatóságokat, ha nem állnak félre az útból.
Február 18-án Varannóban zajlott cigányok és nem cigányok közös tiltakozása, amely Kassa környékén található és több ezer regisztrált, vagy nem regisztrált munkanélküli él arra. Feltehetően február 19-én este ismeretlenek egy kis közértet teljesen kiraboltak Deregnyőn.

## A megmozdulások
A tőketerebesi járásban fajultak el az események, ahol mindenféle korosztályú cigányok fényes nappal, nyílt fosztogatásokat és rablásokat hajtottak végre. Az üzletek tulajdonosait megfenyegették, többet annyira megkárosítottak, hogy azok utóbb teljesen tönkrementek. Sok esetben már nem is élelmiszert, hanem alkoholt, édességet, cigarettát, luxustárgyakat raboltak el. Azonnal működésbe léptek az orgazdák, akik korábban uzsorásként is üzleteltek a nyomortelepeken.
Tőketerebesen rendőri fellépésre került sor. Rimaszombatban fizikai erőszakot követtek el a fosztogatók egy üzletvezetővel szemben. A cigányok megnyugtatására közmunkaprogramot próbáltak hirdetni, de ezt március elsejéig nem lehetett volna megvalósítani és akkor is kevés embernek jutott volna munka.
Diószegen cigányok a hivatalban fenyegetőztek, ha nem kapnak segélyt megrohamozzák az élelmiszerüzletet. A rendőrök minden esetben próbáltak fellépni, ez viszont nem tartotta vissza a zavargókat. A támadások sűrűsödése miatt különleges alakulatokat vetettek be és Tőketerebesen (ahol magyar nyelven beszélő cigányok is élnek) utcai harc árán szorítottak ki vagy 300-400 tüntető cigányt. Ezekben az összecsapásokban még kis cigány gyerekek is részt vettek, azzal, hogy a felnőtteket segítve dobálták a rendfenntartókat a kezük ügyébe kerülő eszközökkel. A tőketerebesi nyomornegyed utcáira vízágyúkat és nagyobb csapatszállító járműveket vezényelték, a tömegre könnygázgránátokat lőttek ki, emiatt az éjszaka robbanásoktól volt hangos. Mikor az utcát megtisztították a lázongó cigányoktól, behatoltak a cigánytelepre is, ahol újabb csetepaté következett. Majd egy ideig blokád alatt tartották a városrészt. Közvetlen előzménye volt a tőketerebesi összecsapásnak, hogy a fosztogatók megpróbálkoztak a helyi élelmiszerüzlet kirámolásával, s miután ez nem sikerült egy kisebb, de elég szegényes boltba tört be a feldühödött tömeg. Ezt az akciót a rendőrség a fosztogatók számbeli fölénye miatt nem tudta meggátolni.
A Kovács János és Jóka Daróczi János által készített interjúk szerint a lakóhelyeikre beszorított cigányokat a rendőrök és a katonák a házaikban bántalmazták. Az egyik családnál kérték a rendfenntartókat, hogy a legalább a gyerekeket ne üssék meg, de a szülők elmondása a szerint a kisgyerekeket is érte legalább egy ütés. Számos ember ártatlanságának adott hangot, mondván ők nemhogy a boltok kifosztásában, de még az utcai harcokban sem vetettek részt. Utólag azonban már nehéz volt megállapítani ki volt jelen az összecsapásokban és ki nem, ez a tendencia sajnos nem ismeretlen Nyugat-Európában sem, ahol a rendőrök is sokszor akaratlanul követnek el kihágásokat. A cigányok állították, hogy a rendőröknek elektromos sokkolóik is voltak, míg az egyik család azt állította, hogy a hozzájuk behatoló rendőröknél maroklőfegyver volt. A tőketerebesi összecsapásról másnap a kassai rendőrség azt a nyilatkozott adta ki, hogy a cigány tömeg megtámadott egy élelmiszerboltot a városban, ahonnan a rendőrök visszaszorították őket a nyomortelepre. Ott kövekkel és üvegekkel dobálták meg a rendőröket, megrongáltak két kocsit és két rendőr megsebesült. Ezek után minden törvényes eszközt felhasználtak a dühöngő tömeg megfékezésére, arról viszont nem tesznek említést, ugyanakkor nem is cáfolták, hogy a rendőrök nőket és gyerekeket is megvertek volna, vagy pedig sokkolókat vetettek volna be és néhány rendőrségi vezető is úgy nyilatkozott, nem tud ilyen incidensről.
Ján Slota kemény kirohanást tett a cigányok ellen, követelve a karhatalmi erők teljes bevetését, azt, hogy irgalom nélkül bánjanak el minden cigánnyal és mérsékeljék a cigány nők terhességét. Dzurinda a kialakult helyzet miatt összehívta a kabinetjét, amelyen döntöttek hatszáz cigány település felügyeletének megerősítéséről és a szükségállapot elrendeléséről (utoljára 1989-ben hirdettek szükségállapotot Szlovákiában).
Tőketerebes után a helyzet súlyosbodni látszott és a következő napokban sokszor támadtak rendőrökre cigányok, habár az összecsapások nem voltak olyan intenzitásúak, mint a nyugat-európai, vagy amerikai zavargások. A nyilvános fenyegetések (polgárháború kirobbantása) ellenére még maguk a cigány vezetők is elképzelhetetlennek tartották ennek kialakulását. Ezek az incidensek sokkal inkább spontán jellegűek voltak, de minden esetben rendelkeztek politikai, vagy faji háttérhanggal és természetesen együtt jártak ezekkel köztörvényes bűncselekmények, szabálysértések.
A szlovákiai cigány parlament törvényes keretek között próbált ellenállni, tüntetéseket szervezett a karhatalmi erők bevetése miatt és utakat zártak le, míg tőlük különálló csoportok zavargásokat keltettek.
A rendőrök ha megakadályozták egy üzlet kifosztását, a cigányok nyomban kerestek egy másikat: Tiszacsernyőben a rendőrség elhárította a Jednota nevű élelmiszerbolt kirablását, helyette a cigányok teljesen kifosztották a Rokokó boltot, ahol két dolgozót súlyosan bántalmaztak. Ezeken kívül még számos településen volt kisebb-nagyobb incidensek.
Két heti megmozdulások után a felfordulás lassan alábbhagyott, mert az ellenállás nem volt szervezett a cigányok részéről. A rendőrség és a katonaság minden gyanús csoportosulással szemben eljárt és bár az ország középső felén még voltak fosztogatások, Kelet-Szlovákiában a rend helyreállt. Kelet-Szlovákiában eddigre már több ezer rendőr és katona állomásozott a meghirdetett szükségállapot következtében. Az ellenőrzések során páncélozott járműveket és helikoptereket is bevetettek.

## A megmozdulások utóélete
A külföldi, így a magyar média is súlyos éhséglázadásként értékelte a szlovákiai eseményeket, de nem hagyható figyelmen kívül, hogy a tűz szításában cigány oldalról is voltak aktív szereplők az uzsorások és orgazdák személyében, mert sokan a káoszból próbáltak meggazdagodni.
Az éhséglázadás megosztotta az ország társadalmát: sokan helyeselték a kemény rendőri fellépéseket, mások a rendőrség brutális visszaéléseiről beszéltek. Az Új Szó szlovákiai magyar újság egyik cikkében felvetették, hogy a páncélos járművek bevetése erődemonstráció gyanánt szolgált.
Az események etnikai-integrációs jellege maradt meg elsősorban a közvélemény előtt, így a gazdasági-szociális jelleg háttérbe került, pedig a reformok negatívumai nemcsak cigányokat, hanem magyarokat és szlovákokat is jelentős mértékben érintettek.
Szlovákiában napjainkban is ugyanaz a helyzet mint 2004 előtt volt: a cigány lakosság integrálódási esélye rendkívül minimálisak. A zavargások kiújulásától még évekig tartottak az országban és 2004-ben külföldi szervezetek még cigány kivándorlási hullámot vizionáltak, aminek révén Csehország megerősítette a határőrizetét, ám a félelmek alaptalannak bizonyultak.
Az Európai Unió nem foglalkozott különösebben az eseményekkel, elemzők szerint azonban előfordulhatnak újabb, a 2004-eshez hasonló incidensek, ha az állapotok továbbra is fennmaradnak a cigányok között, s ha szlovák államvezetés újabb, őket hátrányosan érintő rendelkezéseket akar foganatosítani.